# Het Noorderlicht (krant)
Het Noorderlicht was een illegale communistische krant die werd gestencild in een oplage van 100-300 exemplaren en tijdens de oorlogsjaren 1940-1941 een paar maal werd verspreid in Noord-Nederland.
Het ontstaan van Het Noorderlicht is rechtstreeks terug te voeren op het besluit van 15 mei 1940 van het partijbestuur van de Communistische Partij van Nederland (CPN) om een ondergrondse organisatie op te richten. Het verbod van 27 juni 1940 van de Duitse bezetter om de communistische krant het Volksdagblad nog langer uit te geven omdat men zich niet aan de censuurvoorschriften hield en het verbod op het voortbestaan van de CPN van 20 juli 1940 hebben het verschijnen versneld. Als illegale opvolger van Het Volksdagblad verscheen in november 1940 De Waarheid. Als regionale edities van De Waarheid verschenen tegelijkertijd kranten als De Vonk, Tribune, Het Compas en Het Noorderlicht. De laatste verscheen voornamelijk in Groningen en Friesland en werd vanuit de stad Groningen opgezet door Jan Herder die door de CPN was aangewezen als instructeur bij het opbouwen van een illegale organisatie in het noorden van Nederland.
Hoofdartikelen werden in Amsterdam geschreven onder verantwoordelijkheid van de centrale leiding van de CPN en via koeriers en koeriersters door het hele land verspreid, waar de tekst ter plaatse op stencil werd gezet en verspreid. 
Van de wederwaardigheden van Het Noorderlicht in Friesland is het volgende bekend:
Voor de verspreiding van Het Noorderlicht in Friesland werden drie groepen gevormd. De eerste bestond uit Marten Bueving, bouwvakker en gemeenteraadslid in Leeuwarden voor de CPN; Jan Weistra, 25 jaar, CPN-er en loodgieter uit Leeuwarden; Dirk Faber, 41 jaar, christelijk en timmerman uit Leeuwarden, Fedde de Groot uit Leeuwarden, 20 jaar en lid van de Nederlands Jeugdfederatie; Corrie van der Meulen uit Leeuwarden, 20 jaar en lid van de Nederlandse Jeugdfederatie; Eds van der Heide, 32 jaar, monteur uit Leeuwarden, partijloos, en zijn vrouw Klaaske, lid van de CPN.
Een tweede verspreidingsgroep bestond uit Jacob de Wacht, 42 jaar, bouwvakker en  CPN-er uit Leeuwarden; Foppe Schipof, 42 jaar, vrijbuiter en negotieverkoper uit Leeuwarden; Harry Tulp, 32 jaar, lid van de CPN en vertegenwoordiger; Jacob de Rook, 51 jaar, visroker uit Lemmer en lid van de CPN.
Tot de derde groep, de zogenaamde Houtigehagegroep, behoorden Frans Dalstra uit Surhuisterveen, 39 jaar, transportarbeider en lid van de CPN; Piet Keverkamp, 33 jaar, kapper in Houtigehage, katholiek (die bij zijn arrestatie in 1941 tegen zijn vrouw zei: “Nee ik hoef mijn jas niet aan, ik ben zo terug.”);  Siebe Bos, 32 jaar, voerman en lid van de CPN.
Toen de Noorderlichtgroep in Groningen in februari 1941 werd opgerold werd het Noorderlicht op 5 maart 1941 voor de eerste en laatste maal in Leeuwarden gemaakt in de Insulindestraat bij Eds en Klaaske van der Heide en van daaruit verspreid. Kort daarna werden vrijwel alle medewerkers gearresteerd.
In Groningen werden ongeveer 55 mensen van de Noorderlichtgroepen gearresteerd en naar concentratiekampen gevoerd. Slechts een klein deel daarvan heeft het er levend van afgebracht.
Groningers
- Jan Stoffer Alberts kwam in 1945 tijdens bombardement op schip Cap Arcona.
- Kornelus Baas kwam om in 1943 in het concentratiekamp Flossenbürg.
- Antonius Johannes Balk kwam om in 1942 in het concentratiekamp Buchenwald.
- Jan Albertus Balk overleed in 1947 ten gevolge van het verblijf in concentratiekampen.
- Harko Barla kwam om in 1943 in het concentratiekamp Buchenwald.
- Enno Bekkering kwam om op 3 mei 1945 tijdens bombardement op schip Cap Arcona.
- Popko Biel kwam om in 1942 in het concentratiekamp Buchenwald.
- Albert Bos kwam om in 1942 in het concentratiekamp Groß-Rosen.
- Klaas Bos werd in 1942 in Leusden gefusilleerd.
- Elle Brik kwam om in 1942 in het concentratiekamp Groß-Rosen.
- Geert Bruintjes kwam om in 1942 in het concentratiekamp Groß-Rosen.
- Zwiert Buurke kwam om in 1945 in het buitencommando Ellrich behorende bij Buchenwald.
- Gerrit Gernaat kwam om in 1942 in het concentratiekamp Buchenwald.
- Arend Gooijert kwam om in 1942 in het concentratiekamp Groß-Rosen.
- Reint Grave kwam om in 1943 in het concentratiekamp Dachau (overlevende uit Groß-Rosen).
- Enne Hazenberg, kwam om in 1944 in het concentratiekamp Natzweiler-Struthof
- Bart Hollander kwam om in 1942 in het concentratiekamp Groß-Rosen.
- Luitje Huizinga kwam om in 1942 in het concentratiekamp Groß-Rosen.
- Harm Hulsing kwam om in 1942 in het concentratiekamp Groß-Rosen.
- Hindrik Jager kwam om in 1942 in het concentratiekamp Buchenwald.
- Frederik Kip kwam om in 1942 in het concentratiekamp Buchenwald.
- IJbele Koehoorn kwam om in 1942 in het concentratiekamp Buchenwald.
- Harm Laferte kwam om in 1942 in het concentratiekamp Dachau (een week na aankomst uit Groß-Rosen).
- Zadok Levie kwam om in 1942 in het concentratiekamp Groß-Rosen.
- Jacob Liemberg kwam om in 1942 in het concentratiekamp Dachau (enkele dagen na aankomst uit Groß-Rosen).
- Harm Luppers kwam om in 1942 in het concentratiekamp Oranienburg.
- Barend Meijering kwam om in 1944 in het concentratiekamp Auschwitz.
- Eltjo Mulder kwam om in 1942 in het concentratiekamp Groß-Rosen.
- IJbele Koehoorn kwam om in 1942 in het concentratiekamp Buchenwald.
- Mattheus Mulder kwam om in 1942 in het buitenkommando Weimar behorende bij Buchenwald.
- Harm Nanninga kwam om in 1942 in het concentratiekamp Groß-Rosen.
- Engel Nap kwam om in 1942 in het concentratiekamp Buchenwald.
- Jonathan Nijhoff kwam om in 1945 in het concentratiekamp Groß-Rosen.
- Jan Nuus kwam om in 1942 in het concentratiekamp Buchenwald.
- Arend Oldenbeuving kwam om in 1942 in het concentratiekamp Ravensbrück.
- Jans Pals kwam om in 1942 in het concentratiekamp Groß-Rosen.
- Jacob Pathuis kwam om in 1942 in het concentratiekamp Groß-Rosen.
- Benjamin Pinto kwam om in 1942 in het concentratiekamp Buchenwald.
- Heine Poeder kwam om in 1942 in het concentratiekamp Dachau.
- Gerrit Raap kwam om in 1942 in het concentratiekamp Dachau (enkele dagen na aankomst uit Groß-Rosen).
- Hiebo Remmers kwam om in 1942 in het concentratiekamp Groß-Rosen.
- Anne Marten Tjakko Rode kwam om in 1942 in het concentratiekamp Natzweiler.
- Renke Schipper kwam om in 1942 in het concentratiekamp Buchenwald.
- Berend Schweertman kwam om in 1942 in het concentratiekamp Groß-Rosen.
- Willem Schwertmann kwam om in 1943 in het concentratiekamp Flossenbürg.
- Renke Schipper kwam om in 1942 in het concentratiekamp Buchenwald.
- Klaas Smith kwam om in 1942 in het concentratiekamp Groß-Rosen.
- Georg Steinfelder kwam om in 1945 in het concentratiekamp Nordhausen.
- Luppo Stek kwam om in 1942 in het concentratiekamp Buchenwald.
- Geert Topelen kwam om in 1942 in het concentratiekamp Buchenwald.
- Roelf Vegt kwam om in 1942 in het concentratiekamp Groß-Rosen.
- Geert Vorenholt kwam om in 1942 in het concentratiekamp Groß-Rosen.
- Johannes Wagenaar werd in 1944 in Exloo gefusilleerd.
- Diele Weidgraaf kwam om in 1942 in het concentratiekamp Dachau.
- Hindrik Wiekens kwam om in 1942 in het concentratiekamp Groß-Rosen.
- Geert de Wolff kwam om in 1945 in het concentratiekamp Dachau.
- Wolter Wolters kwam in 1942 om in het concentratiekamp Neuengamme.

Friezen
- Siebe Bos kwam om in 1942 in het concentratiekamp Buchenwald.
- Frans Dalstra kwam om in 1942 in het concentratiekamp Groß-Rosen.
- Jan Duursma werd in 1945 in Dokkum gefusilleerd.
- Dirk Faber kwam om in 1945 in het concentratiekamp Sachsenhausen.
- Tjabbo de Groot kwam om in 1942 in het concentratiekamp Dachau.
- Piet Keverkamp kwam om in 1945 in het concentratiekamp Mauthausen.
- Jacob de Rook kwam om in 1942 in het concentratiekamp Buchenwald.
- Foppe Schiphof kwam om in 1945 in het concentratiekamp Bergen-Belsen.
- Geert Sterringa kwam om in 1944 in het concentratiekamp Buchenwald.
- Harry Tulp kwam om in 1942 in het concentratiekamp Buchenwald.
- Jacob de Wacht kwam in 1942 om in het concentratiekamp Neuengamme.
- Jacob Velleman kwam om in 1942 in het concentratiekamp Mauthausen.

Drenten
- Daniel Eisinga kwam om in 1942 in het concentratiekamp Buchenwald.
- Kasper Kaspers kwam om in 1944 in het buitenkommando Melk behorende bij Mauthausen.

Enkele overlevenden
- Geert Beikes overleefde een tocht door kamp Amersfoort, Buchenwald, het verschrikkelijke Groß-Rosen, Dachau, het Nacht und Nebel-concentratiekamp Natzweiler-Struthof en weer Dachau.
- Fedde de Groot werd in 1945 met een vernielde gezondheid bevrijd uit een concentratiekamp.
- Eds van der Heide ontsnapte op 4 september 1944 uit het Noord-Brabantse kamp Haaren.
- Jan Herder werd in februari 1944 gearresteerd en eerst naar het kamp Amersfoort gebracht en vervolgens naar kamp Vught waar hij op Dolle Dinsdag (5 september 1944) vrij kwam.
- Johan de Vries overleefde onder andere het verschrikkelijke Groß-Rosen.
- Jan Weistra werd in 1945 met een aangetaste gezondheid bevrijd uit het concentratiekamp Buchenwald.